# Per Yngve Ohlin
Dead, właściwie Per Yngve Ohlin (ur. 16 stycznia 1969 w Sztokholmie, zm. 8 kwietnia 1991 w Kråkstad) – szwedzki wokalista i autor tekstów. Ohlin był członkiem deathmetalowej grupy muzycznej Morbid. W 1988 dołączył do blackmetalowej grupy Mayhem.

## Osobowość
Dead znany był z ekscentrycznego zachowania: okaleczał się na scenie, wdychał zapach martwej wrony, którą przechowywał, nosił koszulki na których były nekrologi, zakopywał w ziemi swą odzież, w której następnie występował podczas koncertów. Nie lubił technologii, zawsze pisał listy do siebie lub innych odręcznie i nigdy nie korzystał z komputera. Jego przyjaciel doszedł do wniosku, że „technologia ogólnie sprawiała, że czuł się nieswojo. Po prostu całkowicie ją odrzucił, znajdując zamiast tego schronienie w świecie złożonym z lasów i drzew”. Według członków formacji Mayhem, Ohlin był pierwszym muzykiem black metalowym, który używał corpse paintu. Jako inspirację muzycy wymienili grupę Kiss i wokalistę Alice Coopera. 

## Samobójstwo
Muzyk popełnił samobójstwo 8 kwietnia 1991 w Oslo. Najpierw podciął sobie nadgarstki i szyję, a następnie strzelił sobie w głowę ze strzelby.

## Po śmierci
Euronymous, gdy znalazł zwłoki w ich wspólnym mieszkaniu, zrobił zdjęcie ciała kolegi, które pojawiło się później na okładce bootlegu Dawn of the Black Hearts.
W 2009 wokalista został sklasyfikowany na 48. miejscu listy 50 najlepszych heavymetalowych frontmanów wszech czasów według Roadrunner Records.
Jest postacią w filmie Władcy Chaosu z 2018.